# Chinesische Akademie der Ingenieurwissenschaften

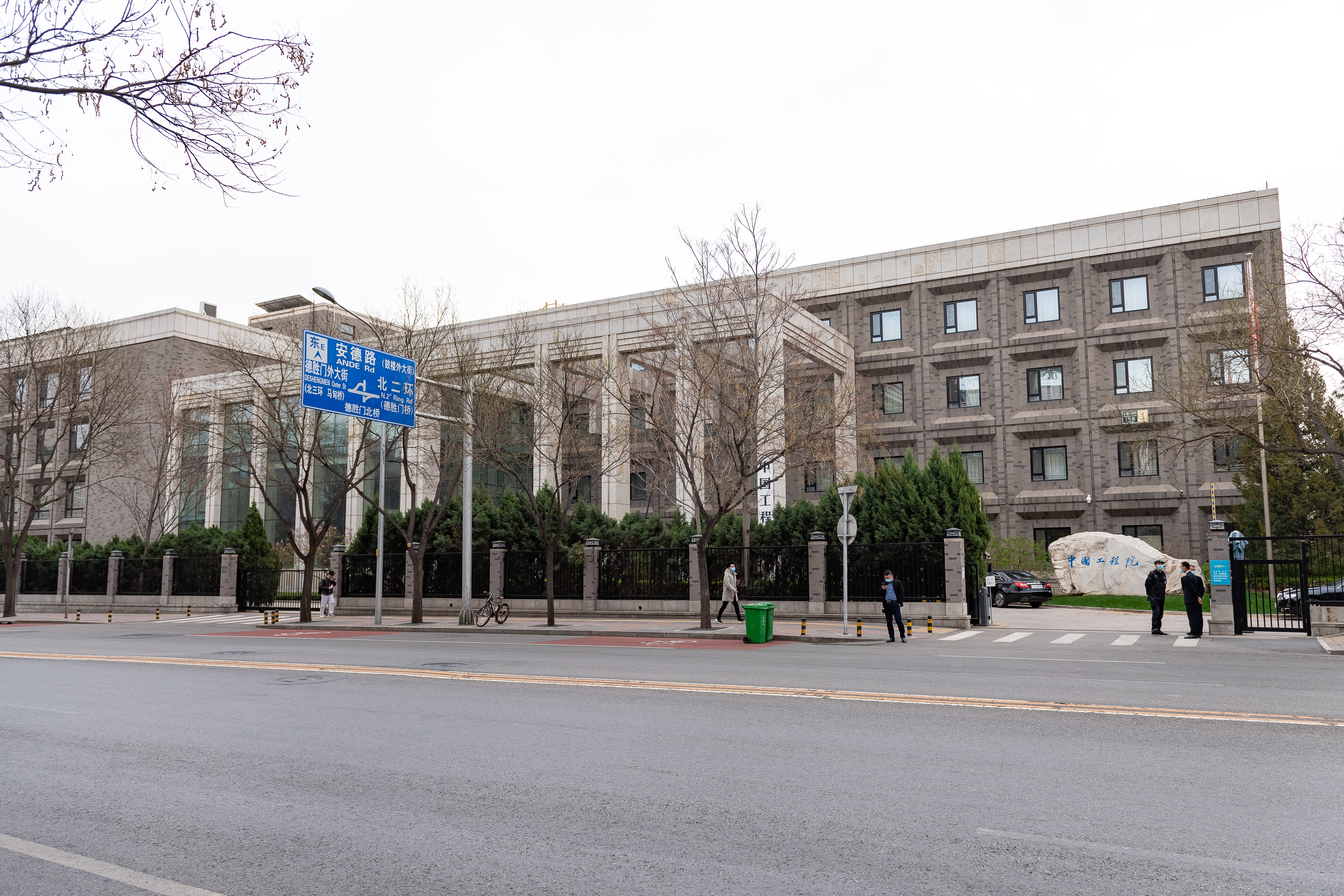
Chinesische Akademie der Ingenieurwissenschaften

Die Chinesische Akademie der Ingenieurwissenschaften (auch: Chinesische Akademie für Ingenieurwesen; chinesisch 中国工程院, Pinyin Zhōngguó Gōngchéngyuàn; engl. Chinese Academy of Engineering (CAE)) ist die Nationalakademie der Volksrepublik China für Ingenieurwesen. Sie wurde 1994 gegründet und ist eine Institution des Staatsrates der Volksrepublik China. Ihr Sitz ist in Peking.
Präsident der Akademie ist seit 2010 Zhou Ji (周济).